# Тобі Берґер
Тобі Берґер (англ. Toby Berger; 4 вересня 1940 — 25 травня 2022) — американський теоретик інформації.

## Походження та навчання
Тобі Бергер народився в Нью-Йорку, здобув ступінь бакалавра в галузі електротехніки у Єльському університеті в 1962 році і докторський ступінь у галузі прикладної математики у Гарвардському університеті в 1968 році.

## Наукова діяльність
З 1962 по 1968 роки він також працював старшим науковим співробітником компанії Raytheon. У 1968—2005 роках він викладав у Корнелльському університеті, а в 2006 році перейшов до Вірджинського університету.
Його основні наукові інтереси полягають в  теорії інформації, випадкових полях, мережах зв'язку, стиснення даних, перевірці підпису, узгодженій обробці сигналів та квантовій теорії інформації.

## Визнання
Тобі Бергер є членом Національної академії інженерних наук, членом Інстиуту інженерів з електротехніки та електроніки. Він раніше був головою товариства теоретичної інформації IEEE, а також членом Американської асоціації сприяння розвитку науки, Американського товариства інженерної освіти, Sigma Xi і Tau Beta Pi.

## Нагороди та премії
У 2002 році він отримав Премію Клода Е. Шеннона за внесок у теорію інформації, а в 2011 році медаль Річарда Геммінга.
Тобі Бергер є також співзасновником компанії SightSpeed, яка виникла в його лабораторії Корнелльського університету.

## Вибрані твори
- Rate-distortion theory: A mathematical basis for data compression, Englewood Cliffs, NJ: Prentice-Hall, 1971. (Теорія відношення-спотворення: математичні основи стиснення даних, Енглвуд Кліфс, Нью-Джерсі: Прентіс-Хол).
- Digital Compression for Multimedia, San Francisco, CA: Morgan Kaufmann, 1998 (Цифрове стиснення для мультимедіа, Сан-Франциско, Каліфорнія: Морган Кауфман).